# Boudewijn Delaere
Boudewijn Delaere (1938) is een grafische vormgever uit België. Hij was van 1968 tot 1998 de artdirector van de internationale biënale Interieur te Kortrijk.

## Biografie
Boudewijn Delaere begon zijn studies aan de stedelijke academie te Kortrijk, waarna hij het St. Lukasinstituur te Gent bezocht. Hij heeft ten slotte zijn studies afgerond in het Hoger Instituut voor Bouw- en Sierkunsten 'Ter Kameren' te Brussel. Sinds 1960 werkt hij als een grafisch vormgever. De meeste bekendheid heeft hij te danken aan de Internationale biënnale Interieur waar van 1968 tot 1998 artdirector was. Bij elke editie creëerde hij een geheel nieuw beeld voor de Biënnale.
Delaere ontwierp verder affiches, logo’s, catalogi en boeken voor ministeries, openbare instellingen en bedrijven als Barco, BIC Carpets, Bekaert, Lannoo, Gaselwest en Innovation.

## Werk
De posters en catalogus voor de biennale Interieur trokken veel aandacht. Delaere gebruikte felle kleuren en geometrische vormen, en kenmerkte zich door een minimalistische aanpak. Hij gebruikte vaak typografie. Ook nu zijn de eerste ontwerpen van Delaere nog relevant, zoals Isabelle De Jaegere (56), curator van het Broelmuseum te Kortrijk vermeldde: "Onder mijn Knoll-tafeltje ligt een wit tapijt met het logo van de Biënnale Interieur erin verwerkt. Ontworpen door Boudewijn Delaere, voor de allereerste editie. Vandaag zijn logo's bijna vanzelfsprekend. Vroeger was grafisch ontwerp dat helemaal niet. Het feit dat het logo consequent werd doorgetrokken tot vandaag, raakt me.

## Lijst van ontwerpen
- 15e Jaarbeurs Kortrijk (Hallen, 10.05 - 19.05.1969)
- Een ieder heeft recht op leven, vrijheid en onschendbaarheid van zijn persoon. ... en de natuur ?
- Interieur 78 (Kortrijk, 21.10 - 29.10.1978)
- Interieur 68 (Kortrijk, 19.10 - 27.10.1968)
- Biennale INTERIEUR 1984
- Biennale INTERIEUR 1982
- Cover boek, De onbekende soldaat (Walter Roland)
- Cover boek, Een zondag in augustus (Prosper De Smet)
- Cover boek, De trage dans (Bertien Buyl)
- Cover boek, Een ieder heeft recht op leven, vrijheid en onschendbaarheid van zijn persoon. ... en de natuur ?
- logo kortrijk xpo (1999)